# Peacham (Vermont)
Pour les articles homonymes, voir Peacham.
Peacham est une ville du comté de Caledonia dans le Vermont aux États-Unis. La population est de 732 au recensement de 2010.

## Personnalités liées à Peacham
- Edward Behr, écrivain et éditeur du trimestriel The Art of Eating[2]
- William Chamberlain, membre du congrès américain
- George Harvey, Ambassadeur des Etats-Unis en Grande-Bretagne
- John Martin, capitaine de bateau à vapeur et homme d'affaires
- John Mattocks, homme politique du Whig et 16e gouverneur du Vermont
- Samuel Merrill
- Thaddeus Stevens, abolitionniste et homme politique.
- Samuel Worcester

Résidents d'été et retraités :
- Harry G. Barnes, Jr, ambassadeur des Etats-Unis, retraité à Peacham[3]
- David Dellinger, pacifiste et membre des sept de Chicago, à la retraite à Peacham dans les années 1980 et y a vécu jusqu'à peu de temps avant sa mort en 2004[4]
- James B. Engle, diplomate et défenseur de l'environnement, a servi comme Ambassadeur des Etats-Unis au Bénin et à la retraite à Peacham
- Alger Hiss, un diplomate américain et espion soviétique présumé, propriétaire d'une maison d'été à Peacham et y a passé du temps avant son incarcération pour parjure[5]
- William Lederer, le plus célèbre pour avoir co-écrit le roman The Ugly American. Il a pris sa retraite à Peacham où il a vécu jusqu'à peu de temps avant sa mort en 2009[6]
- Roman Jakobson, lLinguiste russe et théoricien littéraire, a passé du temps dans sa maison d'été à Peacham dans les années 1960 et 1970[7]